# Flabellophora parva
Flabellophora parva är en svampart som beskrevs av Corner 1987. Flabellophora parva ingår i släktet Flabellophora och familjen Polyporaceae.   Inga underarter finns listade i Catalogue of Life.